# Piloctenus pilosus
Piloctenus pilosus là một loài nhện trong họ Ctenidae. Chúng được Thorell miêu tả năm 1899 và thường được phát hiện ở châu Phi.